# Première révolution anglaise
Cet article concerne la première révolution anglaise. Pour la seconde, voir Glorieuse Révolution. Pour les différentes guerres civiles anglaises, voir Guerre civile anglaise.
Guerres des Trois Royaumes
Batailles
Première guerre civile anglaise (1642-1646) 
 Deuxième guerre civile anglaise (1648-1649) 
 Guerre anglo-écossaise (1650-1652)

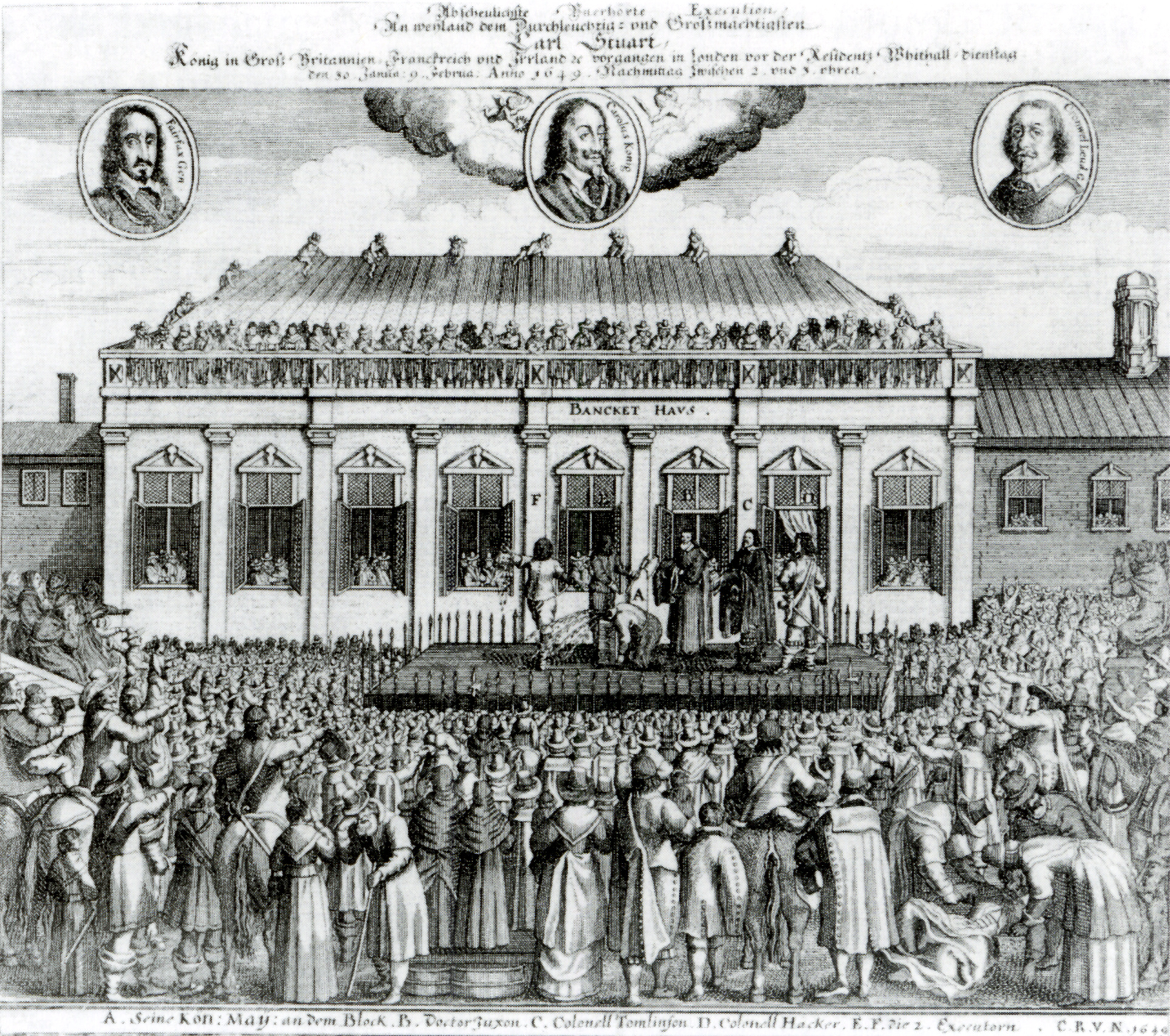
Gravure allemande représentant la décapitation de Charles Ier d'Angleterre, XVIIe siècle.

La première révolution anglaise (English Civil War pour les historiens britanniques), également appelée Grande Rébellion, se déroule de 1642 à 1651 sous le règne de Charles Ier. Cette révolution a pour conséquence le jugement puis l'exécution du roi Charles Ier le 30 janvier 1649 à Whitehall près de Westminster. La monarchie est abolie et une « République », appelée Commonwealth d'Angleterre, est instaurée avec Oliver Cromwell à sa tête. Cette révolution marquante pour l'Angleterre et l'Europe est une étape cruciale dans la transformation du pouvoir royal anglais, qui s'oriente progressivement vers une monarchie constitutionnelle.
Elle aura des conséquences majeures sur l'ordre européen initiant une longue série de révolutions.[réf. nécessaire]

## Terminologie
Le terme « guerre civile anglaise » (en anglais : English Civil War) apparaît le plus souvent au singulier, bien que les historiens divisent souvent le conflit en deux ou trois guerres distinctes. Celles-ci s'étendent à l'ensemble du royaume d'Angleterre (y compris la principauté de Galles). Les conflits concernaient également des guerres avec l'Écosse et l'Irlande, et des guerres civiles en leur sein.
Les guerres qui se déroulent dans les trois pays sont connues sous le nom de guerres des trois royaumes. Au début du XIXe siècle, Sir Walter Scott les a appelées « la Grande Guerre civile ».
Contrairement aux autres guerres civiles en Angleterre, qui se concentraient sur la question de savoir qui devait gouverner, ces conflits concernaient davantage la manière dont les trois royaumes d'Angleterre, d'Écosse et d'Irlande étaient gouvernés. L'Encyclopædia Britannica 1911 a appelé cette série de conflits la « Grande Rébellion », tandis que certains historiens – notamment des marxistes comme Christopher Hill (1912-2003) – ont longtemps privilégié le terme de « Révolution anglaise ».

## Contexte

### Rôle constitutionnel du parlement anglais
Jusqu'à la Révolution, l'Angleterre était une monarchie absolue de jure. Le parlement anglais était un comité consultatif temporaire qui était convoqué et dissous à volonté par le monarque[Selon qui ?].
En dépit de ces restrictions, avant le XVIIe siècle, le parlement anglais avait gagné des pouvoirs significatifs de facto et le monarque ne pouvait plus l'ignorer. En particulier le monarque avait besoin du consentement du parlement pour la création des nouveaux impôts. Le Parlement ne pouvait pas s'opposer aux actions du monarque, mais il pouvait refuser de lever les impôts, ce qui était son seul pouvoir de négociation. Si Henri VIII pouvait ordonner des exécutions arbitraires sans véritable résistance publique, sa tentative de lever un impôt sans le consentement du parlement fut bloquée par une insurrection.
Le parlement avait deux chambres. La Chambre des lords comprenait les membres les plus importants de l'aristocratie et du clergé. La Chambre des communes comprenait des députés élus. Le droit de suffrage était limité aux citoyens les plus riches, bien que quelques circonscriptions (potwalloper boroughs) élisaient leurs représentants au suffrage universel masculin. La chambre des communes représentait la gentry – la noblesse non titrée et la haute bourgeoisie. Les pouvoirs de facto du parlement dérivaient de l'absence d’une armée royale permanente et de l'importance de la gentry anglaise. La création des nouveaux impôts était impossible sans leur coopération. L'Écosse et l'Irlande avaient aussi des parlements, mais ils étaient moins puissants,.

### Situation religieuse
Pendant le XVIe siècle, la Réforme protestante s'est propagée à l'Angleterre et en Écosse de manières différentes, l'Irlande demeurant catholique. Après l'agitation de la Réforme anglaise, Élisabeth Ire recréa l'Église d'Angleterre comme un compromis précaire entre le catholicisme et le calvinisme. Il y avait un mouvement du puritanisme qui voulait une église sans évêques et sans les autres éléments du catholicisme. Entre-temps, les mouvements des Caroline Divines, de l'anglo-catholicisme et de la Haute Église voulaient rétablir des éléments abolis du catholicisme. L'Église d'Écosse était également protestante, mais avait des traditions presbytériennes séparées. Jacques Ier et Charles Ier voulaient unir les religions de l'Angleterre et de l'Écosse. Jacques Ier rétablit les évêques en Écosse avec succès.

### Arrivée au pouvoir des Stuart
L'Angleterre du XVIe siècle est le royaume de la reine Élisabeth Ire, reine d'Angleterre et d'Irlande (1558-1603). À sa mort en 1603, sans héritier direct, la dynastie écossaise Stuart, la plus proche dans l'ordre de succession, monte sur le trône d'Angleterre. Jacques VI Stuart, roi d’Écosse, fils de Marie Stuart, élevé dans la religion protestante, succède à Élisabeth Ire comme roi d'Angleterre, d'Écosse, d'Irlande et du Pays de Galles, sous le nom de Jacques Ier.
Dès les premiers jours, son règne sur l’Angleterre est chaotique. Il est la proie de conspirations catholiques visant à le renverser avec, en 1603, les conspirations connues sous le nom de main plot et bye plot (conspiration principale et conspiration accessoire). D'autre part, ceux qui espéraient que la succession s'accompagnerait d'un changement de gouvernement sont déçus lorsque, suivant un accord conclu en secret avec le comte de Salisbury, Jacques conserve les membres du Conseil privé d’Élisabeth, renforcé par quelques membres écossais. De plus, il se met à dos le parlement anglais en tentant certaines réformes, comme le développement de l'union entre les couronnes d'Écosse et d'Angleterre pour créer un royaume unique, sous l'autorité d'un seul roi, avec un seul parlement et une seule loi. Or, le Parlement est contre cette réforme et, en 1604, il refuse que Jacques prenne le titre de roi de Grande-Bretagne, ce qui n'empêchera pas le roi de s'autoproclamer en octobre 1604 malgré les recommandations des parlementaires. C'est donc un enchaînement de sujets de discorde entre Jacques et les Anglais, déjà défavorables au fait qu'un Écossais dirige leur pays. En plus des problèmes politiques, Jacques Ier mène un train de vie très extravagant, et dilapide les richesses du pays dans ses loisirs.
Malgré ces problèmes croissants, le règne de Jacques Ier était paisible. Ses ambitions absolutistes étaient modérées par ses compromis avec ses sujets. L'impopularité du roi fut tempérée en 1625 par sa mort et l’avènement de son fils Charles Ier.

## Règne de CharlesIerjusqu'en 1642: la marche vers la guerre civile

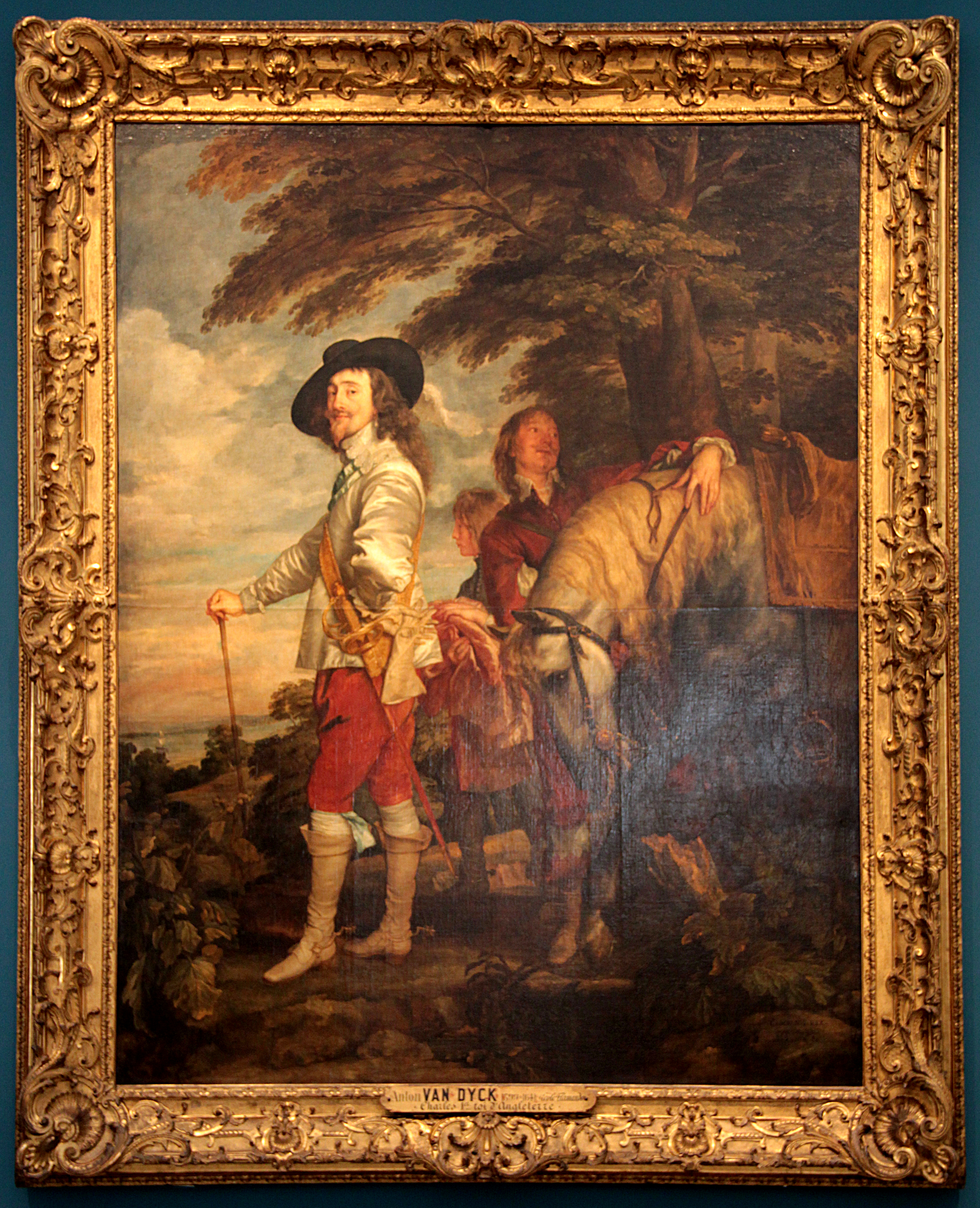
Charles 1er roi d'Angleterre.

Depuis 1603, un même roi règnait sur l'Angleterre, le pays de Galles et l'Écosse. Toutefois, l'Écosse et l'Angleterre demeuraient deux royaumes distincts, disposant chacun d'un parlement propre. Charles Ier, roi depuis 1625, désire réaliser le rêve de son père, Jacques Stuart : unifier l'Angleterre, l'Écosse et l'Irlande dans un même royaume. Ces aspirations inquiètent certains Anglais, qui craignent pour leurs droits. En effet, Charles, comme son père, se réclame du droit divin, et n'accepte pas les limites que la tradition impose au roi d'Angleterre. D'autres événements contribuent à tendre la situation. En 1625, Charles épouse Henriette-Marie de France, une catholique, dans un pays à large domination anglicane.

### Jusqu'en 1627: premiers sujets de discorde
En 1627, le favori du roi, le duc de Buckingham, échoue lors d'une expédition destinée à rompre le siège de La Rochelle ; le parlement entame alors contre lui une procédure d’« impeachment ». Le roi y répond par la dissolution du parlement. Le nouveau parlement lui demande de signer la Pétition des droits en mai 1628. Charles accepte, car il a besoin du soutien du parlement pour pouvoir lever de nouveaux impôts.

### 1627-1640: le règne solitaire de Charles
Charles, qui n’a besoin du parlement que pour lever des impôts, a besoin d'argent, mais il sait qu'il ne peut compter sur un réel soutien de la part des parlementaires. Il s'abstient donc de convoquer le parlement et a recours à des moyens détournés pour tenter d'augmenter ses revenus. Ces procédés ne sont pas illégaux, mais sont perçus comme contraires aux libertés, et entretiennent des rancœurs.
Des réformes religieuses suscitent également des hostilités. En Angleterre, les puritains accusent sans raison Charles de vouloir rétablir le catholicisme et de protéger les rentes de situation par des monopoles.
En Écosse, les dissensions sont plus graves encore. La politique des plantations en Irlande déclenche la colère. Expropriés, des milliers d'Irlandais ont dû migrer dans les années 1630, comme engagés volontaires, sur la petite île antillaise de la Barbade. Il a été calculé qu'en 1641 près de 125 000 colons s'étaient installés en Irlande. Ces spoliations exacerbent les tensions avec les Écossais qui avaient émigré au début des années 1600 en Irlande. Charles Ier est accusé de favoriser les hommes de cour. Un de ses proches, Thomas Wentworth, Lord Deputy d'Irlande depuis 1632, accéléra les plantations en Irlande, déclenchant en 1639 les guerres des évêques en Écosse qui conduisent à son exécution en 1641 par le parlement.
Charles, voulant unifier les pratiques religieuses de ces deux royaumes, cherche à imposer en Écosse un nouveau livre de prières sur le modèle anglican. L'entreprise aboutit à des émeutes qui s'enveniment ; la guerre civile éclate et les insurgés écossais connaissent des succès.

### 1640-1641: nouveaux parlements, nouveaux conflits
En 1640, pour faire face à la rébellion, Charles a besoin de lever de nouveaux impôts. Un nouveau parlement est convoqué. Celui-ci profite de l'occasion pour exposer ses griefs au roi, qui le dissout au bout de quelques semaines, c'est le court parlement. Charles reprend donc la guerre en Écosse sans nouveaux moyens financiers. Mais, face à une situation financière intenable, il se résigne en novembre à convoquer un nouveau parlement.
Le nouveau parlement se montre encore plus hostile envers Charles : il vote plusieurs lois destinées à défendre ses droits contre le pouvoir royal, notamment la Grande Remontrance. Le parlement interdit notamment au roi de le dissoudre. À partir de ce moment, on proposera au Roi différentes voies possibles pour envisager une issue au conflit. Le roi s'opposera à chacune des propositions qui lui seront faites, jugeant qu'elles menacent l'institution royale, et c'est précisément pour ces raisons que la guerre éclatera.

## Première guerre civile (1642-1646)

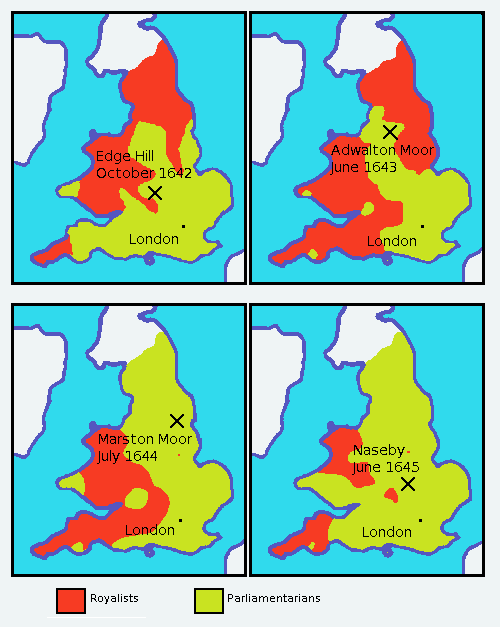
Les positions royalistes sont en rouge et les parlementaires, en vert (1642-1646).

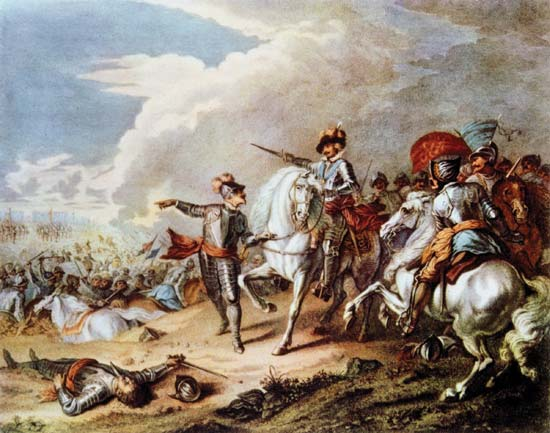
Bataille de Naseby, le 14 juin 1645, où la victoire des Parlementaires sur les Royalistes a marqué un tournant décisif dans la guerre civile anglaise.

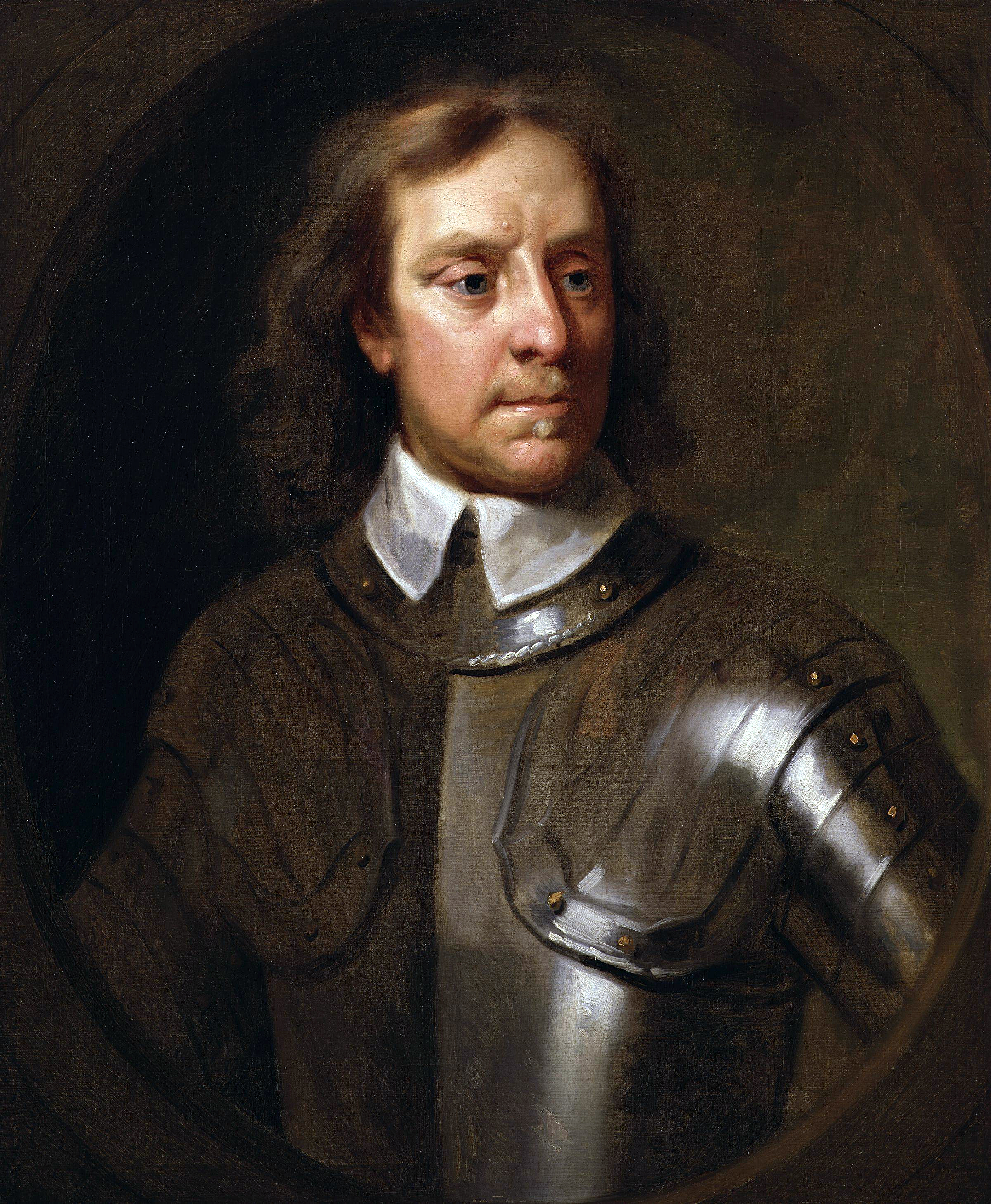
Olivier Cromwell succède au roi Charles 1er avec le titre de « Lord Protecteur ».

La première guerre civile a lieu de 1642 à 1646. Le Long Parlement contourne la volonté du roi et monte une armée dirigée par le comte d'Essex, afin de contrer une invasion écossaise ainsi que les actions de reprise de pouvoir du roi par ses partisans appelés les Royalists. Cette guerre engendre la fermeture des théâtres en 1642 (par décret du Long parlement le 2 septembre 1642), conduisant les auteurs anglais à se réfugier à Versailles ou à Paris avec la cour de la reine Henriette.
Parmi les forces royalistes, se distingue un neveu du roi, le prince Rupert. Charles Ier disposait de près de 10 000 hommes, mercenaires pour la plupart, dont la solde pose un problème financier aigu. Parmi les forces parlementaires, il y a un puritain, représentant au Parlement, Oliver Cromwell. Ce dernier est graduellement pressenti comme un successeur possible à Charles Ier notamment pour ses vertus militaires. En effet, à la suite des tournures des débuts de la Première guerre civile, la New Model Army est constituée par le Parlement grâce à l'arrivée des Écossais. C'est Cromwell qui semble aux yeux du Parlement le meilleur pour mettre en place l'Armée nouveau modèle (New Model Army) composée de soldats professionnels soudés par une foi intense, dont le fer de lance sont les célèbres régiments de cavalerie des « Têtes-Rondes ». De ce moment, débute l’ascension de Cromwell vers le pouvoir.
D'octobre 1642 à octobre 1643, pendant cette période d'un an, les Royalistes remportent plusieurs succès, s'emparant notamment de Bristol, du Yorkshire et de la Cornouaille. Toutefois, leurs victoires de Edgehill en octobre 1642 et de Newbury ne sont pas décisives, et Londres reste hors d'atteinte. La fortune change de camp lorsque les Écossais rejoignent le camp des Parlementaires dirigés par Olivier Cromwell, en échange de la promesse d'établir un système presbytérien en Angleterre. Leur aide permet à Oliver Cromwell de battre les Royalistes à Marston Moor en juillet 1644 et à la seconde bataille de Newbury en octobre 1644. Défait successivement à Naseby en juin et à Langport en juillet 1645, dans l'incapacité financière de lever d'autres troupes, Charles Ier choisit de se rendre aux Écossais en mai 1646.

## Deuxième guerre civile (1648-1649)
Pendant la guerre civile, le Parlement (dont les effectifs avaient diminué au point de ne compter guère plus de 150 députés) a disposé tant de pouvoirs législatifs que de pouvoirs exécutifs. Ses décisions sont prises sous forme d'ordonnances ayant force de loi. Après la mort, en décembre 1643, de John Pym qui fait figure de chef virtuel de la révolution, le centre de gravité des Communes glisse vers les éléments les plus intransigeants qui réclament une totale liberté de conscience, une Église décentralisée, sans évêque ni tutelle royale. L'indépendance totale de chaque paroisse en est le principe de base. Hostiles à tout compromis avec le roi, les indépendants veulent arriver à l'abolition pure et simple de la monarchie. La réforme de l'Église est mise en œuvre petit à petit : l'exécution de William Laud en janvier 1645 est un symbole, mais la mesure essentielle est la suppression de l'épiscopat. En pleine tentative de négociation, le roi rejette en août 1647 un projet constitutionnel soumis par le gendre de Cromwell, Henry Ireton, qui lui retire tout contrôle sur l'armée et la politique étrangère. Pour sortir de l'impasse, Charles Ier se réconcilie avec les Écossais : il envahit l'Angleterre en avril-mai 1648. Cette seconde guerre civile s'achève dès le mois d'août par la victoire de Cromwell sur les Écossais à Preston.

## Exécution du roi
Le Parlement impose le jugement du roi et Oliver Cromwell participe au procès qui se déroule du 20 au 27 janvier 1649 devant un tribunal spécial, choisi par la soixantaine de députés siégeant encore aux Communes (Parlement croupion). La condamnation de « Charles Stuart » pour haute trahison est acquise d’avance. Cromwell et d'autres personnages importants du pouvoir signent la condamnation à mort du roi Charles. Il est décapité à Whitehall, près de Westminster, le 30 janvier 1649, à l'âge de 48 ans.
La Chambre des lords est supprimée le 6 février et la royauté est abolie le 8.

## Guerre anglo-écossaise (1650-1652)
La guerre anglo-écossaise de 1650-1652 est parfois décrite comme une « troisième guerre civile anglaise ». Tandis que la conquête cromwellienne de l'Irlande continue, une partie de la New Model Army est rappelée en Écosse afin de lutter contre les covenantaires (Covenanters). Charles II est en exil et a été couronné en Écosse. Il s'efforce de prendre le commandement des armées écossaises.

## Nouveau pouvoir et premier Protectorat
La mort du roi permet de fixer de nouveaux repères géopolitiques pour le Royaume d'Angleterre. Cromwell ayant gravi les marches du pouvoir durant les premières années de la révolution, il occupera naturellement la tête du nouveau gouvernement anglais. Cromwell choisit le titre de « Lord-protecteur », reprenant ainsi un titre de la période monarchique. Après l'établissement du chef et du gouvernement, Cromwell définit avec le Parlement le premier Protectorat qui régnera jusqu'aux limites de la révolution en faisant de l'Angleterre une république, comme la république de Venise.
Un texte officiel fixera les lois fondamentales de la République, anticipant ainsi les constitutions contemporaines,.

## Fin de la révolution, mort de Cromwell et Restauration
À la fin de la révolution, certains parlementaires suggèrent que Cromwell devienne roi, mais il refuse et meurt en 1658 à la suite de troubles rénaux. Son fils Richard prendra la relève.
En 1660, la restauration de la monarchie des Stuarts et de Charles II s'impose comme la solution aux problèmes idéologiques révolutionnaires.